# Gnophosema mekrana
Gnophosema mekrana är en fjärilsart som beskrevs av Brandt 1941. Gnophosema mekrana ingår i släktet Gnophosema och familjen mätare. Inga underarter finns listade i Catalogue of Life.